# Відспорт (Нью-Йорк)
Відспорт (англ. Weedsport) — селище (англ. village) в США, в окрузі Каюга штату Нью-Йорк. Населення — 1788 осіб (2020).

## Географія
Відспорт розташований за координатами 43°2′53″ пн. ш. 76°33′49″ зх. д. / 43.04806° пн. ш. 76.56361° зх. д. (43.048124, -76.563607).  За даними Бюро перепису населення США в 2010 році селище мало площу 2,53 км², уся площа — суходіл.

## Демографія
Згідно з переписом 2010 року, у селищі мешкало 1815 осіб у 757 домогосподарствах у складі 464 родин. Густота населення становила 718 осіб/км².  Було 808 помешкань (320/км²).
Расовий склад населення:
| - 98,3 % — білих - 0,4 % — азіатів - 0,3 % — чорних або афроамериканців - 0,2 % — корінних американців |

До двох чи більше рас належало 0,6 %. Частка іспаномовних становила 0,9 % від усіх жителів.
За віковим діапазоном населення розподілялося таким чином: 22,4 % — особи молодші 18 років, 61,0 % — особи у віці 18—64 років, 16,6 % — особи у віці 65 років та старші. Медіана віку мешканця становила 42,2 року. На 100 осіб жіночої статі у селищі припадало 89,9 чоловіків;  на 100 жінок у віці від 18 років та старших — 89,4 чоловіків також старших 18 років.
Середній дохід на одне домашнє господарство  становив 62 875 доларів США (медіана — 53 000), а середній дохід на одну сім'ю — 80 038 доларів (медіана — 65 795). Медіана доходів становила 50 268 доларів для чоловіків та 31 853 долари для жінок. За межею бідності перебувало 7,9 % осіб, у тому числі 6,8 % дітей у віці до 18 років та 8,3 % осіб у віці 65 років та старших.
Цивільне працевлаштоване населення становило 975 осіб. Основні галузі зайнятості: освіта, охорона здоров'я та соціальна допомога — 27,8 %, виробництво — 15,2 %, роздрібна торгівля — 13,0 %.